# Tatort: Bittere Mandeln
Bittere Mandeln ist ein Fernsehfilm aus der Tatort-Krimireihe. Der Film ist der 11. Fall des Kölner Ermittler-Teams Max Ballauf und Freddy Schenk. Der vom Westdeutschen Rundfunk und Colonia Media produzierte Beitrag wurde am 5. März 2000 im Ersten Programm der ARD zum ersten Mal gesendet.

## Handlung
Die junge, attraktive Marion Grimm findet ihren älteren Geliebten, Gerd Weisbach, tot in seiner Villa am Boden. Der Gerichtsmediziner vermutet Zyankali (Blausäure), da es nach Bittermandeln riecht, was die Obduktion bestätigt. Es ist zwar Selbstmord zu vermuten, es könnte aber auch eine Beziehungstat gewesen sein. Bei der Obduktion wird zudem ein unheilbarer Krebs festgestellt.
Ballauf empfängt Gattin Evelyn Weisbach auf dem Flughafen, als sie von Teneriffa zurückkommt. Sie wirkt nicht übermäßig erschüttert, denn sie lebte von ihrem Mann getrennt und jeder ging seiner Wege. Sie teilt ihm mit, dass ihr Mann unter Depressionen litt und angekündigt hatte, sich irgendwann umzubringen. Es gab auch einen Ehevertrag: Im Falle einer Scheidung wäre sie leer ausgegangen. Evelyn ist aber sicher, dass er sich nicht scheiden lassen wollte. Dass ihr Mann eine Freundin hatte, war ihr bekannt, auch dass er ihr sogar ein Fitness-Studio eingerichtet hatte. Als Schenk dort eintrifft, um mit Marion Grimm zu reden, sieht er, wie sie sich gerade von einem Fitnesstrainer trösten lässt. Der eifersüchtige Weisbach wusste von dieser Beziehung allerdings nichts. Er wollte sich durchaus von seiner Frau scheiden lassen, um Marion zu heiraten.
Recherchen ergeben, dass Weisbach in ein noch offenes Strafverfahren verwickelt war. Er hatte einen Verkehrsunfall verschuldet, in dessen Folge das Unfallopfer, Axel Nehls, vom Halswirbel an gelähmt wurde. Axels Frau Dagmar ist verbittert, da Weisbach sich weder entschuldigt noch irgendwie reumütig gezeigt hatte. Die Ermittler finden heraus, dass sie als Beschäftigte eines Partyservices auf Weisbachs letzter Party anwesend war. So gerät sie unter Verdacht.
In Weisbachs Villa findet man unter seinen Medikamenten ein Tablettenglas, von dessen Inhalt vermutlich eine Kapsel ausgetauscht wurde. Gerichtsmediziner Dr. Roth hat inzwischen wieder einen Toten auf dem Seziertisch, der sich angeblich gerade selbst getötet hat – mit Zyankali. Da dies jetzt der fünfte Zyankalitote in den letzten Wochen ist, werden die Ermittler aufmerksam und stellen fest, dass die Toten allesamt Pflegefälle waren und von ein und demselben Pfleger betreut wurden: Martin Lotz. Dieser wird befragt und räumt ein, auf Anfrage die Namen seiner sterbewilligen Patienten weitergegeben zu haben. Dafür hat er eine Provision erhalten, aber mehr nicht. Schenk kann ihn überreden, mit dem „Sterbehelfer“ Kontakt aufzunehmen, und gibt dafür Namen und Adresse seiner Oma als Kundin an. Kurz darauf meldet sich ein gewisser „Schlegel“ und Schenk erscheint mit 3000 DM an einem vereinbarten Treffpunkt. In der Kölner Kirche Sankt Andreas übergibt Schlegel das Geld. Dafür soll Oma Schenk aber erst in den nächsten Tagen eine Kapsel mit 1 g Zyankali per Post erhalten. Ehe sich Schenk versieht, ist Schlegel durch die Sakristei verschwunden. Obwohl Ballauf vor der Kirche aufpasst, kann Schlegel ihnen entkommen. Sie suchen alle Firmen in der Gegend ab, die mit Cyanverbindungen zu tun haben, um den Gifthändler zu finden. Nach längerem Suchen werden sie fündig. Trotz der straffen Kontrolle der Ämter war es für Schlegel möglich, kleinste Mengen an Zyankali zu entwenden. Als Firmenchef hat er mit diesem kleinen Nebenerwerb seinen Betrieb finanziell gestützt. Er hat sogar ausführlich Buch darüber geführt, doch ist Gerd Weisbach nicht im Buch zu finden, dafür aber Dagmar Nehls. Sie beteuert jedoch, die Kapsel an Martin Lotz, den Pfleger ihres Mannes und ihren Geliebten, weiterverkauft zu haben.
Nachts um 3 Uhr wird Martin Lotz tot in seiner Wohnung aufgefunden. Es findet sich ein größerer Geldbetrag, eine Mitgliedskarte von Marion Grimms Fitness-Studio und eine Packung Vitaminkapseln, unter die jemand eine falsche Kapsel mit Zyankali gemogelt hat. Genau diese Vitaminkapseln werden auch über das Fitness-Studio vertrieben. Ballauf findet eine Spur, die zu Lotz und Evelyn Weisbach führt. Sie hatte Lotz auf Teneriffa kennengelernt, als er dort Urlaub machte. Er hat ihr tatsächlich die ihm bekannte Kapsel von Nehls teuer verkauft. Als er erfuhr, dass Weisbach an einer Zyankalivergiftung gestorben ist, hat er Evelyn Weisbach erpresst, woraufhin sie auch den zweiten Giftmord beging. Dieser Verdacht Ballaufs bestätigt sich, als der Kommissar Frau Weisbach beim Einbruch in die Räume von Lotz überrascht.
Frau Weisbach gelingt es, Ballaufs Dienstwaffe zu entwenden. Damit zwingt sie ihn, mit ihr aus der Stadt zu fahren. Durch eine plötzliche Bremsung kann Ballauf die Mörderin kurzzeitig außer Gefecht setzen und verhaften.

## Hintergrund
Als Oma Schenk ist Ilse Werner in ihrer letzten Fernsehrolle zu sehen. Gedreht wurde unter anderem in Köln, Bonn, Brühl und Solingen.

## Rezeption

### Einschaltquoten
Bei der Erstausstrahlung am 5. März 2000 verfolgten 7,88 Mio. Zuschauer diese Tatort-Folge, was einem Marktanteil von 22,01 % entsprach.

### Kritik
„Das Reizthema Sterbehilfe dient in erster Linie als Hintergrund für die Marotten und Kabbeleien der rheinischen ‚Tatort‘-Stars“, fanden die Kritiker der TV Spielfilm und urteilten, der TV-Krimi sei „nicht ganz ausgegoren, aber recht amüsant“.

### Trivia
In dieser Geschichte haben die Ermittler Pech mit ihrem ausgefallenen Dienstwagen. Der 1977er Chevrolet Caprice (K-OC 5) erleidet zweimal Frontschaden bei Auffahrunfällen. Während der Reparatur kommt ein Kleinwagen Mitsubishi Colt (C10, 1984–1988, K-RX 3741) zum Einsatz.